# Brasão de Coruripe

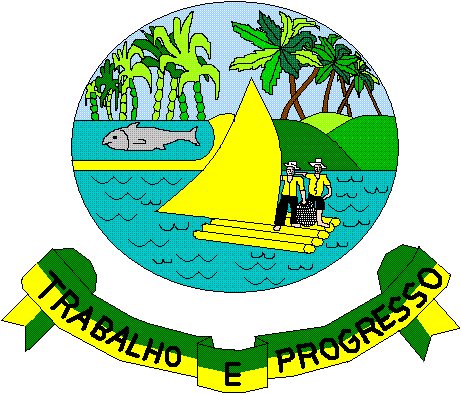
Antigo brasão da cidade de Coruripe (1975-2006)

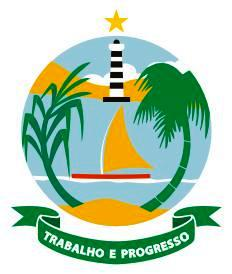
Novo brasão da cidade de Coruripe (22/06/2006)

Brasão de Coruripe, município brasileiro do estado de Alagoas.
O primeiro brasão foi instituído em 18 de março de 1975 pela Lei Municipal n° 284. O brasão da cidade foi modificado em 22 de março de 2006 pela Lei Municipal n° 1.045/06. 